# Лагевники (Нижньосілезьке воєводство)
Лагевники (пол. Łagiewniki, нім. Heidersdorf) — село в Польщі, у гміні Лагевники Дзержоньовського повіту Нижньосілезького воєводства.
Населення — 2770 осіб (2011).
У 1975-1998 роках село належало до Вроцлавського воєводства.

## Демографія
Демографічна структура станом на 31 березня 2011 року:
|          | Загалом | Допрацездатний вік | Працездатний вік | Постпрацездатний вік |
| -------- | ------- | ------------------ | ---------------- | -------------------- |
| Чоловіки | 1320    | 230                | 986              | 104                  |
| Жінки    | 1450    | 259                | 874              | 317                  |
| Разом    | 2770    | 489                | 1860             | 421                  |